# Ян Сцинавский
Ян Сцинавский (пол. Jan ścinawski, 1296/1300 — 19 мая 1365) — князь (с братьями) Жаганьский, Сцинавский и Великопольский (1309—1312), князь (с братьями Генрихом и Пшемыслом) Жаганьский и Сцинавский (1312—1317), самостоятельный князь Сцинавский (с 1317).

## Биография
Представитель силезской линии польской династии Пястов. Ян был четвёртым сыном князя Глогувского и Великопольского Генриха и Матильды Брауншвейг-Люнебургской. После смерти отца в 1309 году стал вместе с братьями соправителем его земель, однако из-за малолетства до 1312 года находился под опекой братьев, проживая с матерью в выделенном ей в качестве вдовьей доли Глогуве.
29 февраля 1312 года состоялся первый раздел наследства: Ян, Генрих и Пшемысл получили в совместное управление Жагань, Сцинаву и Познань, однако из-за споров с Владиславом Локетеком вскоре потеряли почти все владения в Великой Польше. В 1317 году Ян стал независимым князем Сцинавским, куда помимо Сцинавы вошли также Гура и Любин. В июле 1326 года Генрих, Ян и Пшемысл подписали соглашение о том, что если один из братьев умирает, не имея наследника мужского пола, то остальные братья делят его наследство между собой.
С 1327 года чешский король Иоганн Люксембургский начал оказывать давление на силезских князей, вынуждая их принести ему вассальную присягу, и 29 апреля 1329 года Ян признал его своим сюзереном; взамен чешский король гарантировал ему право распоряжаться судьбой своих земель не спрашивая мнения братьев.
В начале 1331 года скончался князь Пшемысл Глоговский. В соответствии с договором 1326 года Ян и Генрих разделили между собой его земли, оставив Глогув вдове покойного в качестве вдовьего удела. Неожиданно Иоганн Люксембургский вторгся в княжество, захватил Глогув, вынудив вдову бежать, и принудил Яна продать ему права на половину княжества за 2 000 серебром. Владислав Локетек также воспользовался ситуацией, и захватил те великопольские земли, что ещё оставались у сыновей Генриха III после 1314 года. Ян Сцинавский участвовал в экспедиции Иоганна Люксембургский в Великую Польшу, включая неудачную осаду Познани.
Чтобы не дать Яну продать Сцинавское княжество Чехии, Генрих и Конрад 25 июля 1334 года подписали с ним договор, в соответствии с которым Яну запрещалось продавать любую часть своего княжества без согласия братьев, однако Ян, у которого были финансовые проблемы, всё-таки попытался продать княжество. 29 января 1336 года во время визита в Прагу Ян решил завещать княжество после своей смерти чешскому королю в обмен на управление Глогувом при жизни; лишь резкие протесты братьев привели к аннулированию этого договора. Однако Генрих и Конрад не смогли воспрепятствовать передаче Яном Любина в залог Болеславу Расточителю.
Чтобы не допустить продажи или раздела княжества, 27 августа 1337 года Генрих и Конрад приобрели у Яна всё Сцинавское княжество с сохранением его суверенитета над княжеством при жизни. Продажа была подтверждена чешским королём, однако он и установил цену; кроме того, в сделку не был включён заложенный ранее Любин. Тем не менее ещё в 1337 году Ян продал чешскому королю Гуру, и в последующие годы продолжал продавать оставшуюся у него половину княжество по кусочкам сначала Генриху IV, а затем его сыну Генриху V.
В 1343 году во время войны между Генрихом V Железным и королем Польши Казимиром Великим Ян Сцинавский поддержал своего племянника. В результате вторжения польских войск в Силезию Сцинава стала местом решающего сражения, в ходе которого город был осажден, а его округа разграблена.
Точная дата смерти князя Яна Сцинавского неизвестна. Существует документ от 19 мая 1365 года, в котором князь упоминается как умерший. По другим источникам, он умер раньше, между 1361 и 1364 годами. Похоронен в цистерцианском монастыре Любёнжа.
После смерти князя Яна Сцинавское княжество было разделено. Половину княжества отобрал король Чехии Карл Люксембургский и передал ее своему приближенному князю Болеславу II Малому. Вторую половину унаследовали брат князя Яна Конрад и племянник Генрих V Железный; позже Генрих выкупил у дяди его права за 600 гривен серебра.

## Семья
14 января 1316 года Ян Сцинавский женился на Малгожате (Маргарите) (ок. 1287 — до 1334), старшей дочери поморского князя Богуслава IV и Малгожаты Рюгенской. Первым мужем Малгожаты был князь Николай Дитя Мекленбург-Ростокский (до 1262—1314). Оба брака Малгожаты были бездетными.